# 谢米多姆卡村委员会
谢米多姆卡村委员会（俄语：Семидомский сельсовет）是俄罗斯联邦阿穆尔州康斯坦丁诺夫卡区所属的一个村委员会。其下辖有1个居民点，行政中心为谢米多姆卡。据2016年统计，该村委员会的人口为346人。